# Ilja Sergejewitsch Mankow
Ilja Sergejewitsch Mankow (russisch Илья Сергеевич Маньков, englisch Ilya Mankov, wiss. Transliteration Il'ja Sergeevič Man'kov; * 17. März 2003 in Nischni Tagil) ist ein russischer Skispringer.

## Werdegang
Mankow, der für Sduschor Nischni Tagil im Oblast Swerdlowsk startet, gab im Februar 2019 bei den erstmals ausgetragenen asiatischen Winter-Jugendspielen in Juschno-Sachalinsk sein internationales Debüt. Nachdem er im Einzel von der Mittelschanze Dritter wurde, gewann er auch gemeinsam mit Xenija Piskunowa im Mixed-Team die Bronzemedaille. Seinen ersten Wettbewerb im Rahmen des internationalen Skiverbands gab er am 11. Juli 2019 beim FIS-Cup-Springen in Schtschutschinsk. Nachdem er am ersten Wettkampftag von der Normalschanze disqualifiziert wurde, gewann er tags darauf seine ersten Punkte. Zwei Tage später debütierte Mankow von der Großschanze in Schtschutschinsk im Continental Cup, wurde jedoch erneut disqualifiziert.

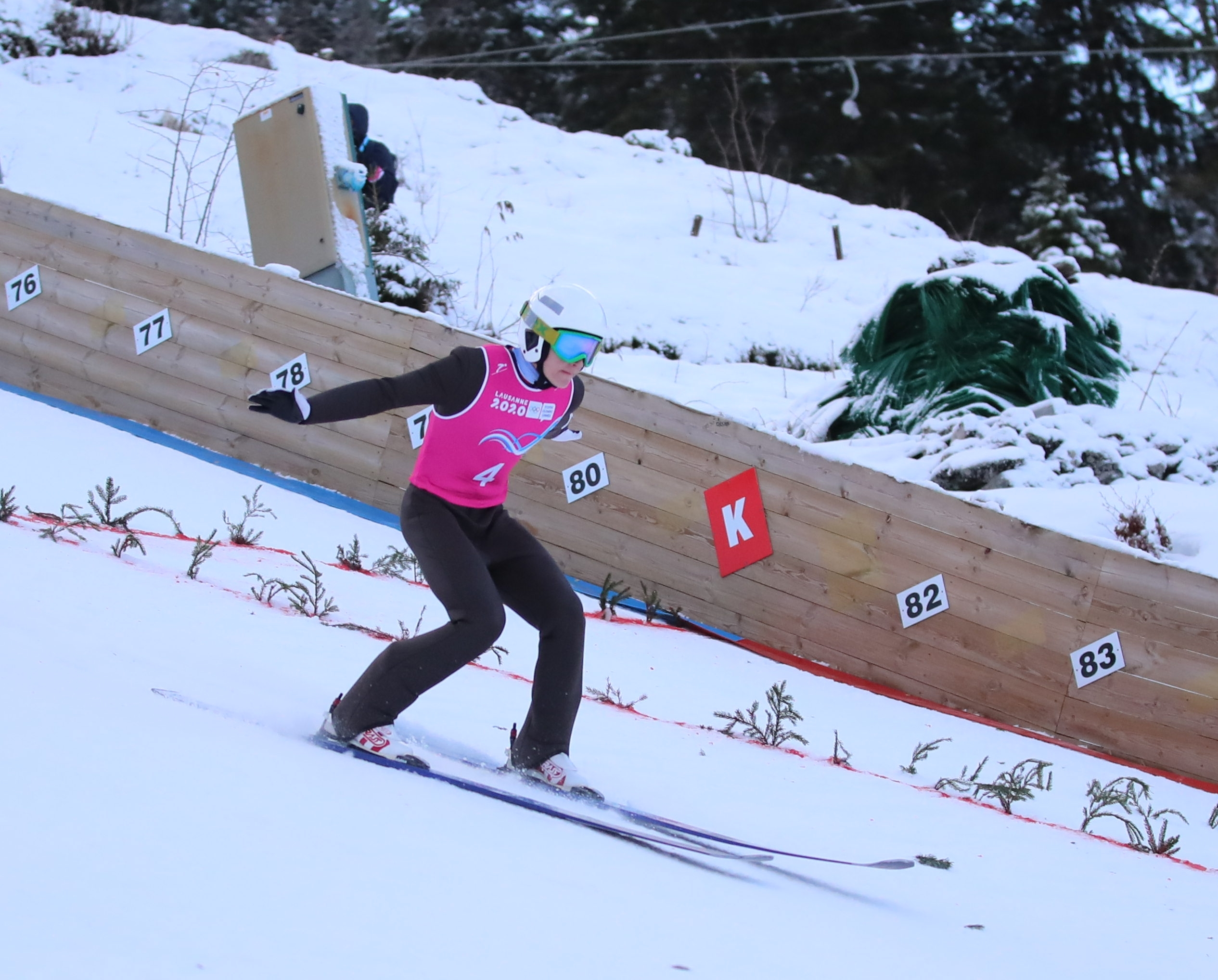
Mankow bei den Olympischen Jugend-Winterspielen 2020

Im Winter 2019/20 ging er erstmals Mitte Dezember in Vikersund an den Start, wo er beim zweiten Wettbewerb im Vikersund Hoppsenter den 17. Platz belegte und so seine ersten Continental-Cup-Punkte gewann. Wenige Tage später erreichte Mankow als Zweiter in Notodden sein erstes Podest im drittklassigen FIS Cup. Mitte Januar 2020 nahm er an den Olympischen Jugend-Winterspielen 2020 in Lausanne teil, wo er von der Normalschanze Les Tuffes den fünften Rang belegte. Bei den russischen Meisterschaften in Nischni Tagil einen Monat später wurde er von der Normalschanze Siebter und gewann darüber hinaus gemeinsam mit Alina Borodina, Wadim Schischkin und Kristina Prokopjewa die Bronzemedaille im Mixed-Team. Daraufhin wurde Mankow erstmals ins russische Weltcup-Team berufen. So trat er am 20. Februar 2020 im rumänischen Râșnov erstmals bei einer Qualifikation für ein Weltcup-Springen an, wurde allerdings wie im FIS Cup und im Continental Cup bei seinem ersten Wettbewerb disqualifiziert. Zwei Tage später belegte er bei seinem Debüt Rang 49 und blieb so noch deutlich hinter den Punkterängen zurück. Bei den Nordischen Junioren-Skiweltmeisterschaften 2020 in Oberwiesenthal landete Mankow im Einzel auf dem 28. Platz. Nachdem er zudem Sechster im Team wurde, erreichte er gemeinsam mit Lidija Jakowlewa, Danil Sadrejew und Irma Machinja den fünften Platz im Mixed-Team.
Beim Auftaktwochenende der Weltcup-Saison 2020/21 im polnischen Wisła verpasste Mankow nach ansprechenden Trainingsleistungen von der Malinka die Qualifikation für das Einzelspringen, ehe er gemeinsam mit Roman Trofimow, Michail Maximotschkin und Jewgeni Klimow Siebter im Team wurde. Beim Heim-Weltcup Anfang Dezember von der Tramplin Stork in Nischni Tagil verpasste er am zweiten Wettkampftag als 33. nur knapp den Finaldurchgang. Bei der Skiflug-Weltmeisterschaft 2020 von der Letalnica bratov Gorišek in Planica kam Mankow sowohl im Einzel als auch im Team zum Einsatz. Seine persönliche Bestweite stellte er dabei bereits mit einem Flug auf 204 Meter in der Qualifikation auf. Das Einzelfliegen beendete er als 32. bereits nach dem ersten Durchgang. Gemeinsam mit Danil Sadrejew, Michail Nasarow und Jewgeni Klimow belegte er zudem im Team den siebten Platz. Mitte Januar 2021 wurde Mankow in Tschaikowski russischer Juniorenmeister. Bei den Nordischen Junioren-Skiweltmeisterschaften Mitte Februar 2021 in Lahti wurde Mankow im Einzel disqualifiziert. Dennoch war er tags darauf gemeinsam mit Maxim Kolobow, Danil Sadreew und Michail Purtow Teil des russischen Teams, das sich mit 1,4 Punkten Vorsprung gegen Norwegen durchsetzen konnte und so hinter Österreich und Slowenien die Bronzemedaille gewann. Es war die erste männliche russische Teammedaille bei Juniorenweltmeisterschaften. Bei den Nordischen Skiweltmeisterschaften in Oberstdorf war Mankow Teil der russischen Delegation, konnte sich im Training allerdings nicht gegen seine Landsmänner durchsetzen, weshalb er im Einzel nicht zum Einsatz kam. Beim abschließenden Teamspringen war er schließlich Teil der russischen Mannschaft, mit der er den achten Platz belegte. Zum Saisonabschluss gewann er bei den russischen Meisterschaften in Tschaikowski die Bronzemedaille im Team.
Zum Auftakt in den Sommer 2021 in Wisła Mitte Juli debütierte Mankow im Grand Prix, der höchsten Wettkampfserie im Sommer. Nachdem er von der Malinka die Punkteränge noch verpasste, gelangen ihm in Schtschutschinsk mit zwei zwölften Rängen die ersten Punktgewinne und sicherte sich somit das zeitlich unbegrenzte Startrecht im Weltcup. Am 11. September sprang er in Tschaikowski als Achter erstmals in die Top 10 im Grand Prix.

## Statistik

### Vierschanzentournee-Platzierungen
| Saison  | Platz | Punkte |
| ------- | ----- | ------ |
| 2020/21 | 070.  | 084    |
| 2021/22 | 052.  | 217    |

### Grand-Prix-Platzierungen
| Saison | Platz | Punkte |
| ------ | ----- | ------ |
| 2021   | 026.  | 76     |

### Continental-Cup-Platzierungen
| Saison  | Sommer | Sommer | Winter | Winter | Gesamt | Gesamt |
| Saison  | Platz  | Punkte | Platz  | Punkte | Platz  | Punkte |
| ------- | ------ | ------ | ------ | ------ | ------ | ------ |
| 2019/20 | —      | —      | 091.   | 14     | 134.   | 14     |
| 2020/21 | —      | —      | 070.   | 21     | 075.   | 21     |